# Ottensen (Hamburg)
Ottensen, Hamburg-Ottensen — dzielnica miasta Hamburg w Niemczech, w okręgu administracyjnym Altona. 
1 kwietnia 1938 na mocy ustawy o Wielkim Hamburgu włączona w granice miasta.

## Gospodarka
W dzielnicy mają swoje siedziby m.in. wydawnictwo Carlsen Verlag i koncern ubezpieczeniowy Euler Hermes.

## Osoby

### urodzone w Ottensen
- Emil Puls, fotograf

### związane z dzielnicą
- Roger Cicero, muzyk
- Friedrich Gottlieb Klopstock, poeta